# レスリー・ディクソン
レスリー・ディクソン（Leslie Dixon）は、アメリカ合衆国の脚本家・プロデューサー。写真家のドロシア・ラングの孫である。

## 主な作品

### 脚本
- 潮風のいたずら Overboard (1987)
- うるさい女たち Outrageous Fortune (1987)
- 愛の宅配ピザ・ボーイ Loverboy (1989)
- ワンダフル・ファミリー/ベイビートーク3 Look Who's Talking Now (1993)
- ミセス・ダウト Mrs. Doubtfire (1993)
- もう一度アイ・ラブ・ユー That Old Feeling (1997)
- トーマス・クラウン・アフェアー The Thomas Crown Affair (1999)
- ペイ・フォワード 可能の王国 Pay It Forward (2000)
- フォーチュン・クッキー Freaky Friday (2003)
- 恋人はゴースト Just Like Heaven (2005)
- ヘアスプレー Hairspray (2007)
- ライラにお手あげ The Heartbreak Kid (2007)

### 製作
- マッド・ハウス/珍入者撃退作戦 'Madhouse (1990)
- 2番目の幸せなこと The Next Best Thing (2000)